# Achim Wessing
Achim Karl Heinrich Wessing (* 14. Dezember 1933 in Gladbeck) ist ein deutscher Augenarzt, Hochschullehrer und Forscher. Er war bis zu seiner Emeritierung 1996 Direktor der Augenklinik am Universitätsklinikum Essen und gehörte zu den weltweit führenden Medizinern im Bereich der retinologischen Augenheilkunde, wo er als Wegbereiter der Fluoreszenzangiographie gilt.

## Herkunft und Ausbildung
Achim Wessing wurde als einziges Kind von Hubert Wessing und seiner Frau Anna (geb. Steffens) geboren. Sein Vater praktizierte in Gladbeck-Butendorf als Knappschaftsarzt. Nach dem Abitur am Ratsgymnasium studierte Achim Wessing seit 1953 Medizin in Heidelberg, Innsbruck, Wien, Kiel und Düsseldorf und wurde dort zu Beginn des Jahres 1959 mit einer Arbeit über eine Nachuntersuchung zu Fragen der Genese der angeborenen Pylorusstenose und der Heilungsaussichten nach Weber-Ramstedtscher Operation promoviert. In Innsbruck trat Wessing als aktives Mitglied der katholischen Studentenverbindung KStV Rhenania Innsbruck im KV und ÖKV bei.

## Wirken
Danach forschte er zu der bis dahin in der Fachwelt weitgehend als „überflüssiges Verfahren“ abgelehnten Methode der Fluoreszenzangiographie und habilitierte sich 1968 zu diesem Thema bei Gerhard Meyer-Schwickerath. Seine Forschungsergebnisse fasste er in dem Lehrbuch und Atlas Fluoreszenzangiographie der Retina zusammen, das in mehrere Sprachen übersetzt wurde.
1971 wurde Wessing als außerplanmäßiger Professor an die Ruhr-Universität Bochum berufen, von 1974 bis 1978 leitete er die Abteilung Retinologie  der Augenklinik an der Universität Tübingen und war von 1978 bis 1996 Direktor der Essener Augenklinik, seit 1985 als Nachfolger seines Lehrers Meyer-Schwickerath. Seit 1985 gibt es in Baden-Baden regelmäßig das von Wessing erstmals organisierte Internationale Symposion für Fluoreszenzangiographie.

## Ehrungen
- Von-Graefe-Preis der Deutschen Ophthalmologischen Gesellschaft, der wissenschaftlichen Vereinigung der Augenärzte (DOG) (1969)
- Ehrendoktor der Katholieke Universiteit Leuven (1992)
- Mitglied der Akademia Ophthalmologica Internationalis (1992)
- Ehrenmitglied der (DOG) (2002)[1]
- Hall of Fame Ophthalmologie des Internationalen Kongresses der Deutschen Ophthalmochirurgen (2014)[2]
- Ehrenvorsitzender des Kuratoriums der Heilig Kreuz-Stiftung in Gladbeck-Butendorf (2015)
- Errichtung des Achim-Wessing-Instituts für Ophthalmologische Diagnostik an der Augenklinik des Universitätsklinikums Essen (2019)[3]

## Ehrenamtliches Engagement
- Mitglied im Lions-Club Gladbeck (1980)
- Vorsitzender des Kuratoriums der Heilig Kreuz-Stiftung (2006 bis 2014)
- Mitglied der Jury beim Gestaltungswettbewerb Ars liturgica (2012)

## Werke (Auswahl)
- Fluoreszenzangiographie der Retina. Georg Thieme, Stuttgart 1968.
- Choriocapillaries and pigment epithelium involvements in macular diseases. Karger, Basel 1981.
- Tumors of the Eye, zusammen mit N. Bornfeld, E. S. Gragoudas, W. Höpping, P. K. Lommatzsch, L. Zografos (Hrsg.): Kugler Publications, Amsterdam, New York 1991.
- Prof. Dr. Dr. h.c. mult. Gerd Meyer-Schwickerath und sein Werk. Direktor der Essener Augenklinik von 1959 bis 1985. In: K. W. Schmid, R. Kampschulte, G. Brittinger, F. W. Eigler (Hrsg.): Tradition und Innovation. 100 Jahre: Von den Städtischen Krankenanstalten zum Universitätsklinikum Essen. van Acken, Krefeld 2009, ISBN 978-3-923140-00-8, S. 219–249.
- über 75 Aufsätze in deutschen und englischen ophthalmologischen Zeitschriften und Kongressberichten[4].